# Anselm Günthör
Anselm Günthör OSB (* 16. März 1911 in Friedrichshafen als Walter Paul Günthör; † 1. Februar 2015 in Altshausen) war ein deutscher Benediktinermönch und römisch-katholischer Moraltheologe. Er war Inhaber des Lehrstuhls für Moral- und Pastoraltheologie am Päpstlichen Athenaeum Sant’Anselmo.

## Leben
Günthör war eines von sieben Kindern eines Zollbeamten. Er trat 1923 in die Klosterschule des im Vorjahr wiederbesiedelten Klosters Weingarten ein und legte 1929 sein Abitur am Gymnasium in Ravensburg ab. Im selben Jahr trat er als Novize in das Kloster Weingarten ein und erhielt den Ordensnamen Anselm. Er studierte zunächst zwei Jahre lang Philosophie in Maria Laach und danach Theologie am Päpstlichen Athenaeum Sant’Anselmo in Rom. Sein Studium schloss er dort mit der Promotion ab.
1935 wurde er von Bischof Joannes Baptista Sproll in Weingarten zum Priester geweiht. Nach der Auflösung des Klosters Weingarten durch das nationalsozialistische Regime war er drei Jahre lang als Krankenhausseelsorger in der Pfarrei St. Georg in Ulm tätig. Danach kehrte er zurück nach Weingarten, wo er von 1943 bis 1952 Pfarrer der Basilikagemeinde St. Martin war.
1952 folgte er einem Ruf an das Päpstliche Athenaeum Sant’Anselmo in Rom und lehrte dort bis 1971 Moral- und Pastoraltheologie. Nach seiner Emeritierung in Rom lehrte er zunächst an der Theologischen Hochschule der Salesianer Don Boscos in Benediktbeuern, bevor er 1983 nach Weingarten zurückkehrte. Dort war er noch lange als Prediger und Vortragsredner tätig. Von 1983 bis 2009 war er zudem Krankenhausseelsorger am Krankenhaus „14 Nothelfer“ in Weingarten. Nach der Auflösung der Abtei im Oktober 2010 zog er in das Altersheim St. Josef in Altshausen, wo er 2015 im Alter von 103 Jahren starb.

## Moraltheologischer Ansatz
Günthör vertrat inhaltlich einen heilsgeschichtlich-personalen Ansatz in der Darstellung der katholischen Morallehre: Grundlegend ist das Angesprochen-Sein des Menschen durch Gott in Liebe, woraus der Mensch befähigt ist, in Freiheit eine Antwort der Liebe zu geben, indem er die Gebote Gottes hält und sittlich gut lebt. Er kann diese positive Antwort aber auch verweigern (Sünde), wobei vonseiten Gottes stets die Einladung zur Umkehr bleibt, solange der Mensch auf Erden lebt. Die methodische Durchführung seiner Moraltheologie folgt einem integrativen Verständnis: Auf der Grundlage von Schrift, Tradition und kirchlichem Lehramt wird die kirchliche Lehre erhoben und diese dann in Beziehung gestellt zu Erkenntnissen der Humanwissenschaften und philosophischen Auffassungen. Günthör bemühte sich dabei, das Wahrheitsmoment auch einander widerstreitender Standpunkte herauszuarbeiten.

## Stellung zu den Weltreligionen
In seinem Werk Sind alle Religionen gleich? beschäftigte er sich kritisch mit dem Synkretismus der Weltreligionen und benannte Unterschiede und Gemeinsamkeiten zwischen Christentum, Hinduismus, Buddhismus und Islam. Den entscheidenden Unterschied zwischen Christentum und Islam sah Anselm Günthör im Gottesbegriff. Günthör ging dabei davon aus, dass der Islam die Lehre von der Dreifaltigkeit missdeute („Der Schöpfer des Himmels und der Erde, woher sollte Er ein Kind haben, wo Er keine Gefährtin hat?“ Sure 6,101). Im Verhältnis zum Hinduismus bemerkte er einen „schroffen Unterschied“ zwischen der christlichen Hoffnung auf Vollendung in der Gemeinschaft mit dem dreieinigen Gott und dem Glauben der Hindus an einen Untergang des Menschen in der Gottheit „wie das Salz im Wasser“.

## Werke (Auswahl)
- Die 7 pseudoathanasianischen Dialoge. Ein Werk Didymus’ des Blinden von Alexandrien (= Studia Anselmiana, Fasc. 11), S.A.L.E.R., Rom 1941
- Die Predigt. Theoretische und praktische theologische Wegweisung. Herder, Freiburg 1963
- Entscheidung gegen das Gesetz. Die Stellung der Kirche, Karl Barths und Helmut Thielickes zur Situationsethik. Seelsorge-Verlag, Freiburg 1969
- Anruf und Antwort. Handbuch der katholischen Moraltheologie. 3 Bände. Patris-Verlag, Vallendar-Schönstatt 1993
- Papst Benedikt XVI. zu den Problemen unserer Zeit. Fe-Medienverlag, Kißlegg 2006, ISBN 978-3-928929-99-8
- Mein Leben in bewegten Zeiten. Erinnerungen mit Blick in die Gegenwart. Fe-Medienverlag, Kißlegg 2000, ISBN 3-928929-28-3, 2. Auflage 2008, ISBN 3-939684-27-9
- Wird Europa gottlos? Entchristlichung und Wiederverchristlichung. Fe-Medienverlag, Kißlegg 2003